# Pseudotorymus salviae
Pseudotorymus salviae är en stekelart som beskrevs av Ruschka 1923. Pseudotorymus salviae ingår i släktet Pseudotorymus och familjen gallglanssteklar.
Artens utbredningsområde är:
- Tyskland.
- Ungern.
- Rumänien.

Inga underarter finns listade i Catalogue of Life.